# Skellefteå Kraft

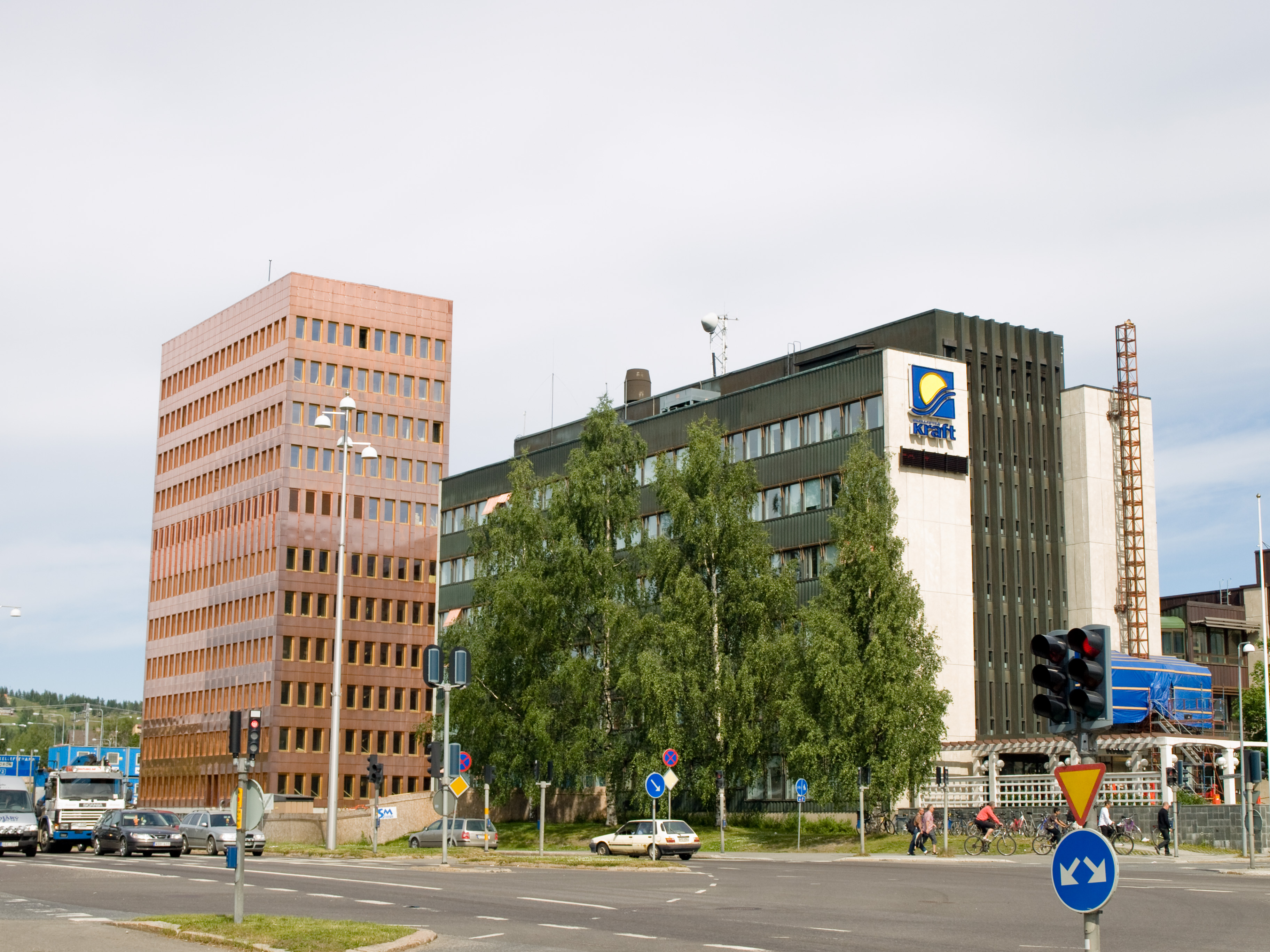
Die Zentrale in Skellefteå.

Die Skellefteå Kraft ist ein Elektrizitätsversorgungsunternehmen in Schweden, das u. a. mehrere Wasserkraftwerke am Skellefte älv betreibt. Es ist im Besitz der Skellefteå Municipality.

## Geschichte
Die Geschichte von Skellefteå Kraft begann im August 1906, als der Stadtrat von Skellefteå die Errichtung eines Kraftwerks bei den Stromschnellen von Finnfors beschloss. Am 27. August 1906 erhielt die Stadt Skellefteå die Genehmigung zum Bau des Kraftwerks in Finnfors. Das Kraftwerk ging am 1. Juli 1908 in Betrieb und am 2. September wurde die Stadt Skellefteå angeschlossen.

## Konzernstruktur

### Kennzahlen
Skellefteå Kraft erzielte 2019 mit 713 Mitarbeitern einen Jahresumsatz von 4,436 Mrd. und einen Gewinn von 502 Mio. SEK; 2020 wurde mit 780 Mitarbeitern ein Umsatz von 3,333 Mrd. und ein Verlust von 238 Mio. SEK erzielt. Im Jahr 2020 wurden 3,881 Mrd. kWh erzeugt.

### Kraftwerke
Skellefteå Kraft betreibt am Skellefte älv mehrere Wasserkraftwerke (siehe Skellefte älv#Wasserkraftwerke). Darüber hinaus betreibt das Unternehmen das Kraftwerk Klippen am Ume älv, das Kraftwerk Sällsjö am Indalsälven, das Kraftwerk Sikfors am Piteälven sowie weitere kleinere Wasserkraftwerke.
Mit Stand Januar 2022 betreibt das Unternehmen in 5 Windparks 130 Windkraftanlagen.

### Übertragungs- und Verteilnetze
Skellefteå Kraft betreibt die Übertragungs- und Verteilnetze in mehreren Gemeinden der Provinz Västerbottens län.